# Abadía de Louroux
La abadía de Louroux es una abadía cisterciense, situada en Vernantes, en el departamento de Maine y Loira, Francia.

## Historia
La abadía es una de las abadías fundadas a partir de Císter. Sus abadías hijas son Pontrond (1134-1791), Bellebranche (1152-1686), Beaugerais (1172-1791) y Santa María de la Victoria.